# رکسانا دارین
رکسانا دارین (اسپانیایی: Roxana Darín‎؛ ‏ ۲۸ ژانویهٔ ۱۹۳۱ – ۱۳ سپتامبر ۲۰۱۸) بازیگر و فیلم‌نامه‌نویس اهل آرژانتین بود. وی بین سال‌های ۱۹۵۴ تا ۲۰۱۳ میلادی فعالیت می‌کرد.
از فیلم‌هایی که وی در آن‌ها نقش داشته‌است، می‌توان به کارآگاه اشاره نمود.